# Ortharbela rufula
Ortharbela rufula is een vlinder uit de familie van de Metarbelidae. De wetenschappelijke naam van de soort is voor het eerst gepubliceerd in 1910 door George Francis Hampson.
De soort komt voor in Kenia.